# 裝甲騎兵團
裝甲騎兵（簡稱裝騎）顧名思義，是產生自裝甲與騎兵混合的概念。
裝甲騎兵並不是新穎的軍事觀念。在近代軍事發展中，傳統騎兵無法抵擋現代輕兵器的速射效率，軍事運用價值滑落。在一戰時，騎兵向著裝備機槍的壕溝防線衝鋒已經毫無勝算，有些騎兵部隊開始裝甲化，甚至放棄騎乘軍用馬。
與裝甲騎兵一詞類似的是機械化騎兵或重武裝騎兵。參加二戰的一些知名騎兵部隊在作戰時已經不騎乘軍用馬，為了區別，便加註機械化或重武裝。

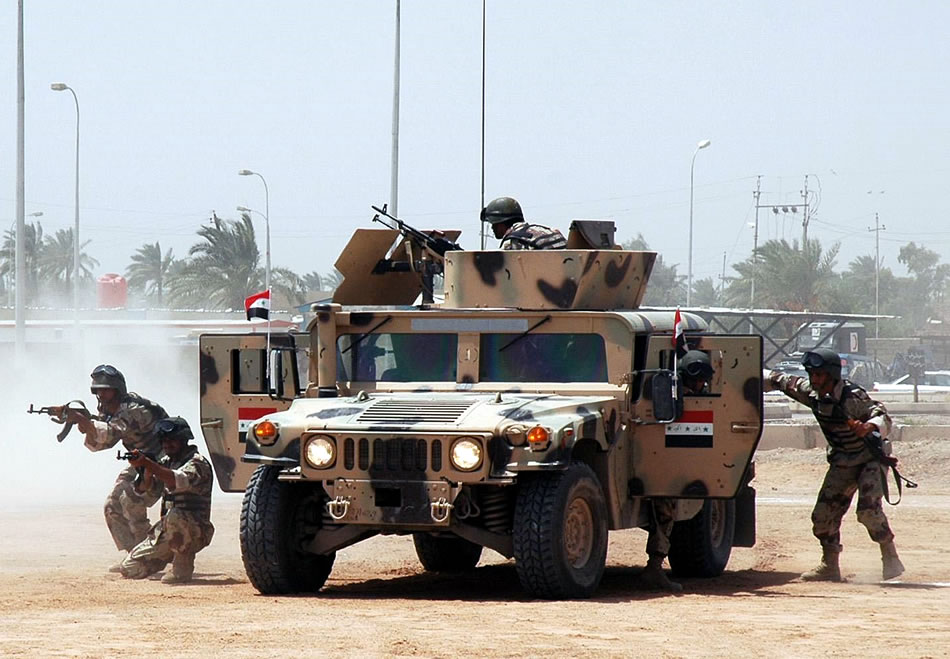
美國扶植的伊拉克新軍裝甲騎兵

## 特徵
通常裝甲騎兵是輕裝甲的部隊，配備有各種裝甲戰鬥車輛。（雖然叫做輕裝甲，但是除了常見悍馬車、裝甲運兵車之外，還有配備主力戰車的情形。）

### 裝甲騎兵團

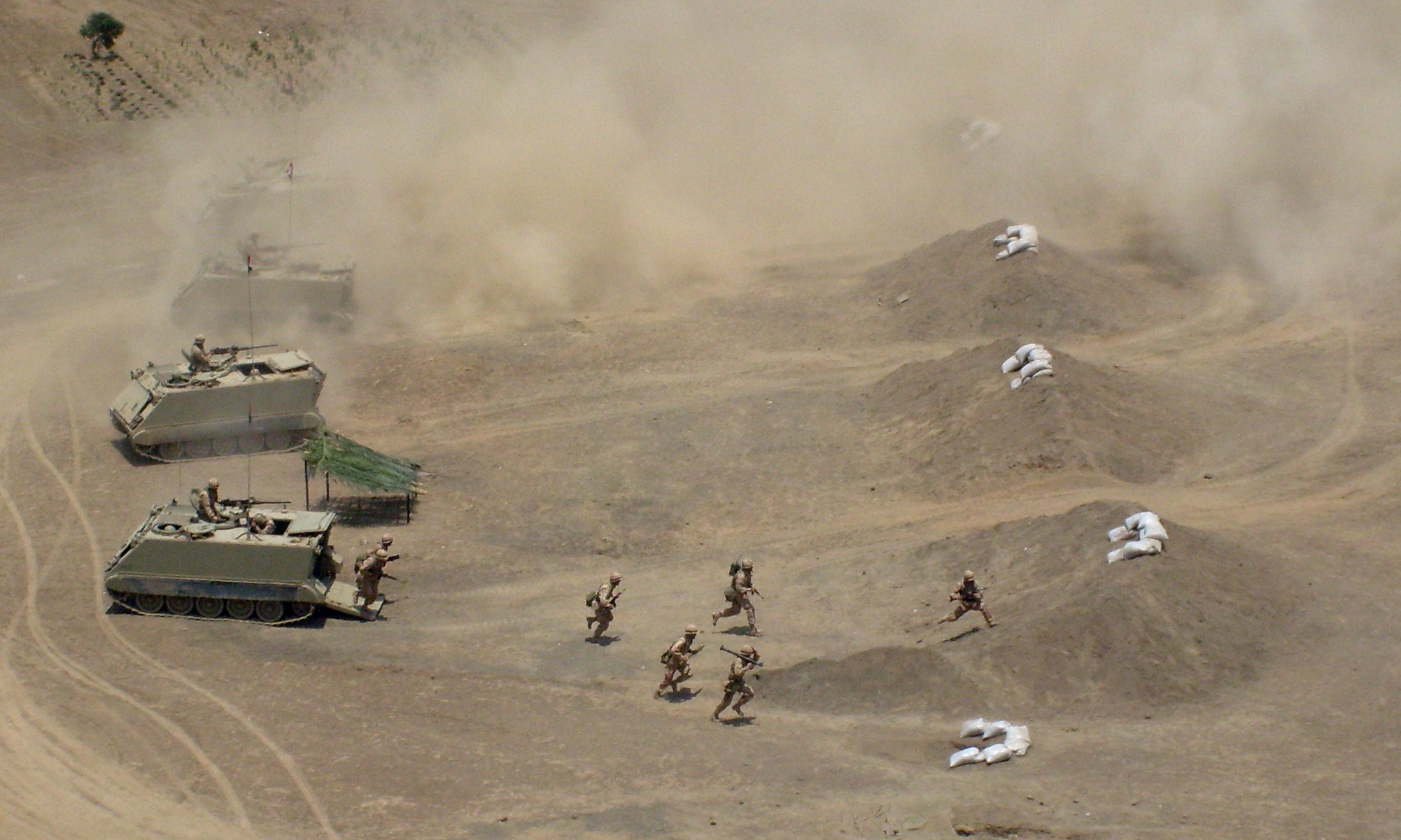
秘魯裝甲騎兵演習

美國「第二騎兵團」在1948年得到「第二裝甲騎兵團」（2nd Armored Cavalry Regiment / 2nd Armored Cav. / 2nd ACR）的名稱。現在，美國陸軍裝甲騎兵團的主要任務類型是偵察、監視、治安。
在冷戰時期，每個美國軍都擁有一個裝甲騎兵團作為軍事前線偵察單位。此時的裝甲騎兵團是高度重裝、高度機械化、高度合成化（自走砲、戰車和機械化步兵在營級乃至於連級就實現）的裝甲單位，往往部屬在美軍防禦縱深的第一線，負責阻擋华约軍隊的進攻機會，如活耀在冷戰最前線西德富尔达谷地地區的第11和第14裝甲騎兵團。第11裝甲騎兵團也參加了越南戰爭。冷戰結束後這些裝甲騎兵團的重裝需求降低。到旅级战斗队改革實施之後，現存的3個裝甲騎兵團名稱不變，但均改組為旅級戰鬥單位的編制形式。

## 中華民國編制
中華民國陸軍早期擁有裝甲騎兵團編制，後陸續改編為機械化步兵、裝甲等旅，如裝甲騎兵第二〇二團、裝甲騎兵第二〇八團等。但是裝騎團改編後，直到可恃戰力專案前，許多旅、軍團、以及地區指揮部仍保有連級或營級裝騎單位，目的為偵察及快速反應。例如十軍團裝騎營為臺中港受攻擊時的第一波快速反應部隊，主要的任務為即時敵情偵察及戰場搜索，在發現大股敵軍時，呼叫陸海空的火砲攻擊。一個完整的中華民國裝騎連編制裝備包含主力戰車、裝甲迫砲車、悍馬車、以及越野摩托車。裝騎連理論上擁有獨立作戰能力及高機動性，以增加偵搜任務存活率。
目前中華民國陸軍大多裝騎單位已解編或打散編入聯兵營。